# Carsten Sønder
Carsten Salling Sønder (født 21. februar 1944) er en dansk filminstruktør, mest kendt for spillefilmen Smukke dreng. Han har derudover instrueret en række kort-, dokumentar-, eksperimental- og spillefilm. Oprindelig uddannet som arkitekt, men siden optaget på Filmskolen, hvor han blev færdiguddannet fra manuskriptlinjen i 1989.